# جوليان بيلي (سياسي)
جوليان بيلي (بالإنجليزية: Julian Beale)‏ هو سياسي أسترالي، ولد في 10 أكتوبر 1934 في سيدني في أستراليا. حزبياً، نشط في الحزب الليبرالي الأسترالي. وقد انتخب عضو مجلس النواب الأسترالي عن دائرة بروس ‏ (24 مارس 1990 – 2 مارس 1996) وانتخب عضو مجلس النواب الأسترالي عن دائرة ديكين ‏ (1 ديسمبر 1984 – 24 مارس 1990).